# JILA

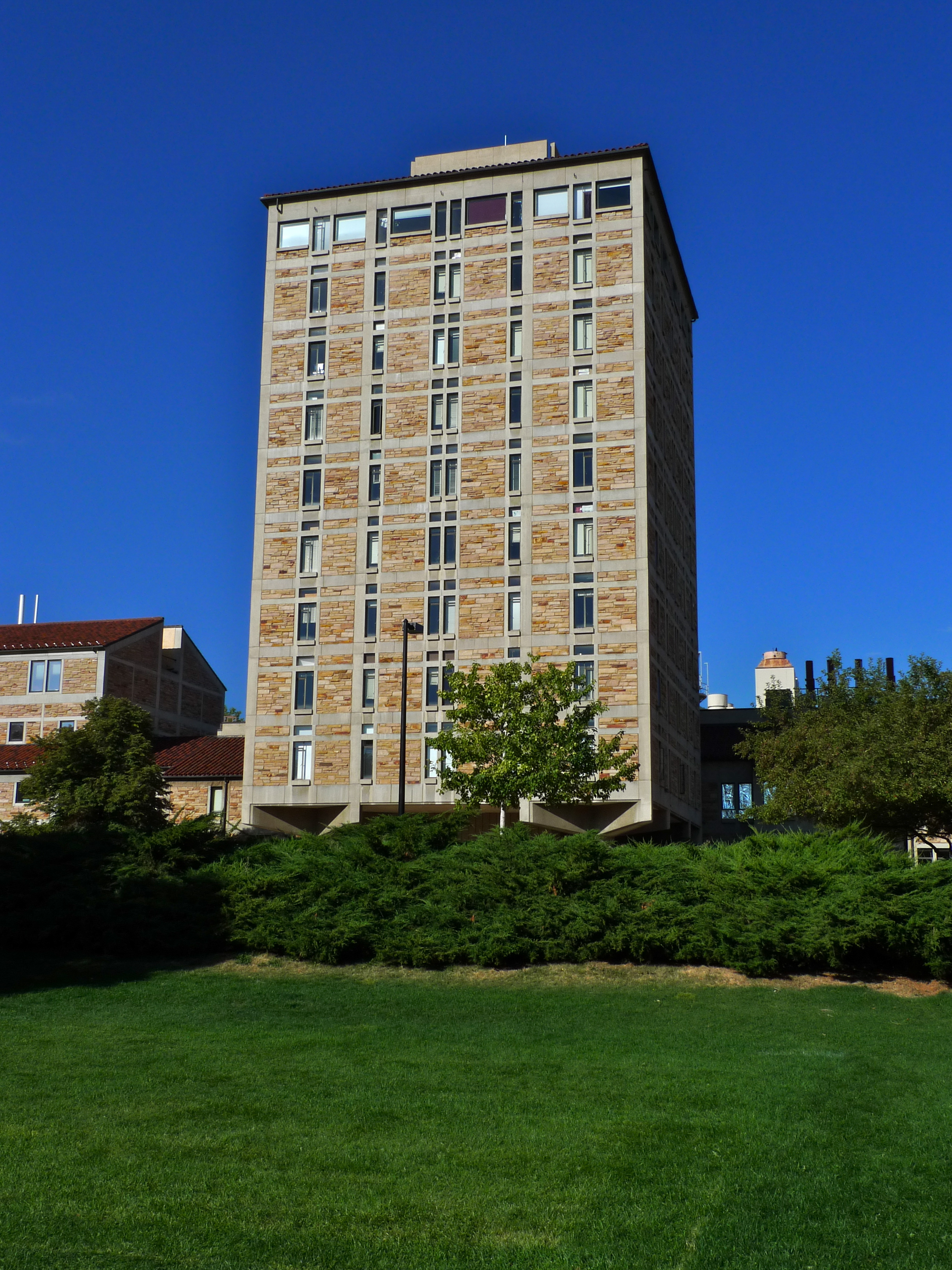
Budynek JILA w Boulder w 2010 roku

JILA, poprzednio znana jako Joint Institute for Laboratory Astrophysics – jedna z wiodących instytucji badawczych w Stanach Zjednoczonych.
JILA znajduje się na kampusie Uniwersytetu Kolorado w Boulder (Kolorado) i jest zarządzana wspólnie przez ten uniwersytet i National Institute of Standards and Technology (NIST).

## Działalność badawcza
JILA prowadzi szeroki zakres prac badawczych w następujących dziedzinach:
- Astrofizyka
- Fizyka molekularna
- Biofizyka
- Fizyka chemiczna
- Nanotechnologia
- Fizyka optyczna
- Technologie precyzyjnych narzędzi pomiarowych.

## Kadra
Wśród pracowników JILA znajdują się m.in. dwaj laureaci Nagrody Nobla: Eric Cornell i John L. Hall. Co roku pracownicy JILA publikują ponad 200 oryginalnych prac naukowych.